# 布袋国広
布袋国広（ほていくにひろ）は、1590年に堀川国広によって足利学校で作刀された日本刀（脇差）。日本の重要美術品に認定されている。同名の刀は黒田元侯爵家に伝来したものも存在するが、本項では「梅里多」（弥勒菩薩の意）と彫られた脇差について述べる。

## 来歴
本作は安土桃山時代から江戸時代初期にかけて活躍した刀工である堀川国広によって製作された脇差である。田安家が旧蔵していた。国広の年紀作刀中「信濃守」が銘に刻まれた最古のものであり、資料的な意味においても貴重なものである。「国広が自身が殺めた死者の冥福を祈るために自身の姿を写して布袋を彫った」という伝承がある。
本作は昭和12年6月29日に重要美術品に認定された。
2017年3月から4月にかけて開催された山姥切国広を展示した特別展で約3,7800人が訪れた。山姥切国広は刀剣育成シミュレーションゲーム『刀剣乱舞 -ONLINE-』にて人物として実装されており、特別展ではキャラクターのパネル展示なども実施された。このことから同年6月、足利市は街の活性化のため、本作を『刀剣乱舞』の運営元であるニトロプラスにキャラクターとしての実装について働きかけた。ニトロプラスは取材に対し、検討する旨を示した。

## 作風
平造りで、表面には杖が彫られ、裏面には袋に持たれた眠り布袋和尚の像と「夢香梅里多」と彫られている。また刀身の表面には「日州住信濃守国広作」、裏面には「天正十八年八月日　於野州足利学校打之」と銘がある。この文字は足利学校の校長であった三要によるものだと見られている。